# Ali Mohammad Momeni
Ali Mohammad Momeni (pers.  علی محمد مومنی; ur. 22 stycznia 1937 w Gorganie) – irański zapaśnik walczący w stylu wolnym. Olimpijczyk z Meksyku 1968, gdzie zajął czwarte miejsce w kategorii 78 kg roku.
Jego syn Isa Momeni uczestniczył w turnieju zapaśniczym na igrzyskach w Atlancie 1996.